# 7mm-08 Remington

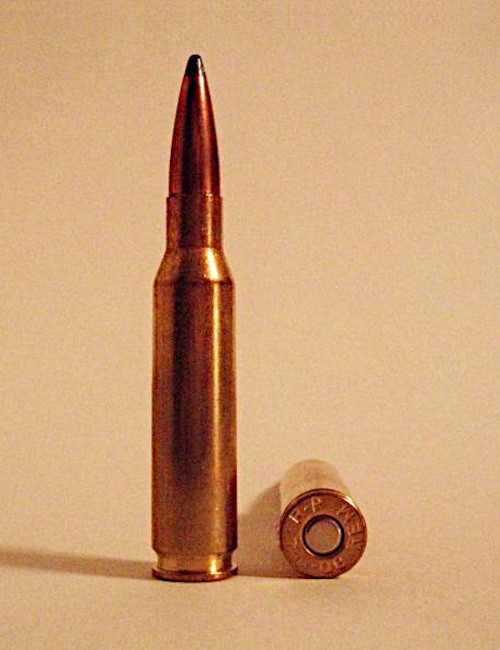
Um cartucho 7mm-08 Remington.

O 7mm-08 Remington é um cartucho de fogo central para rifle, quase uma cópia direta de um cartucho wildcat desenvolvido por volta de 1958, conhecido como "7mm/308". Como esses nomes sugerem, é um cartucho .308 Winchester com o "pescoço" reduzido para aceitar balas de 7 mm (.284) com um pequeno aumento no comprimento do estojo. Dos cartuchos baseados no ".308", é o segundo mais popular atrás apenas do .243 Winchester. No entanto, o ".308" é mais popular do que ambos. Em 1980, a empresa Remington Arms popularizou o cartucho aplicando seu próprio nome e oferecendo-o como munição de fábrica para seus rifles Model 788 e Model 700, junto com uma série limitada de seus rifles por ação de bombeamento Model 7600 durante o início dos anos 2000.